# Крістіна Міллер
Крістіна Міллер (англ. Christina Cruikshank Miller; 29 серпня 1899, Котбридж — 16 липня 2001) — шотландський хімік і одна з перших п'яти жінок (також першою жінкою-хіміком), обраною до Королівського товариства Едінбурга (7 березня 1949). Крістіна Міллер була глухою з дитинства, а також втратила зір на одне око під час лабораторного вибуху в 1930 році. Будівля Крістіни Міллер у будівлі королів Единбурзького університету названа на її честь.

## Біографія
Крістіна Крейкшанк Міллер (Кріссі Міллер) народилася в 1899 році в Коатбриджі, Шотландія, була старшою з двох сестер. Вона хворіла на кір та краснуху у віці п'яти років, внаслідок чого її слух пошкодився, що прогресивно погіршувалося протягом усього життя. Крістіна зацікавилася вивченням хімії, прочитавши статтю журналу, яка показала промислову аналітичну хімію як потенційний вибір кар'єри для жінок. Спочатку вона сподівалася продовжити кар'єру викладання, але на жаль, її недоліки заважали цьому.
Крістіна одночасно навчалася на трирічному курсі в Едінбургському університеті (1917—1920) та на чотирирічному дипломному курсі в коледжі Еріот-Ватт (1917—1921), нині університет Еріот-Ватт.
У 1920 році вона закінчила Единбурзький університет, отримавши ступінь бакалавра з особливою відзнакою, здобула медаль класу і отримала стипендію Ванса Данлопа, що дозволило їй проводити дослідження доктора наук.
Вона звернулася до професора сера Джеймса Уолкера в 1920 році з надією працювати в Едінбургському університеті, і він доручив їй повернутися в 1921 році, коли вона вивчить більшість важливої літератури того часу, яка була написана німецькою мовою.
У 1951 році вона була єдиною жінкою серед 25 першокласників університету Еріот-Ватт.

### Дослідження
Її докторська робота проходила під керівництвом сера Джеймса Уокера. Вона працювала над верифікацією закону Стокса-Ейнштейна щодо дифузії в розчині. Вона вивчила, як в'язкість і температура впливають на дифузію йоду в різних розчинах. Робота була опублікована в «Proceedings of the Royal Society».
Після доктора наук, Міллер змінила тему на роботу над триоксидом фосфору. У 1928 році вона отримала перший в історії зразок чистого триоксиду фосфору і виявила люмінесценцію, яку спостерігали в попередніх зразках, завдяки наявності розчиненого фосфору. Документ був нагороджений медаллю Кіта від Королівського товариства Единбурга. Успіх цієї роботи привів до досягнення її амбіцій отримати докторський ступінь до 30 років.
Дослідження триоксиду фосфору було згорнуто після вибуху, в якому вчена втратила зір на одне око. Слідуючи цьому, Міллер зосередилася на розробці методів мікроаналізу. Вона зосередилась на використанні цих методик для аналізу гірських порід та металів.
У 1933 році вона була призначена директором викладацької лабораторії і прагнучи до інновацій та нових технологій, прагнула до того, щоб студенти хімії отримали ґрунтовне обґрунтування в аналітичній хімії.
У 1949 році науковицю обрали членом Королівського товариства Единбурга.
Крістіна закінчила свою кар'єру в 1961 році через проблеми зі здоров'ям та турботою про матір та сестру.

## Нагороди
- Медаль Кіта 1929 року
- Співробітник Королівського товариства Единбурга 1949 року
- Почесна стипендія коледжу Еріота Ватта 1951 року